# Xerochloa
Xerochloa is een geslacht uit de grassenfamilie (Poaceae). De soorten van dit geslacht komen voor in tropisch Azië en Australazië.

## Soorten
Van het geslacht zijn de volgende soorten bekend: 
- Xerochloa barbata
- Xerochloa cheribon
- Xerochloa imberbis
- Xerochloa laniflora
- Xerochloa latifolia
- Xerochloa littoralis